# .ch
.ch je vrhovna internetska domena (country code top-level domain - ccTLD) za Švicarsku. Domenom upravlja SWITCH Information Technology Services.

## Vanjske poveznice
- IANA .ch whois informacija  Arhivirana inačica izvorne stranice od 15. listopada 2007. (Wayback Machine)